# Perruche nocturne
Pezoporus occidentalis
Espèce
Synonymes
- Geopsittacus occidentalis

Statut de conservation UICN

 CR B2ab(iii)c(ii,iii,iv);D : 
En danger critique
Statut CITES
La Perruche nocturne (Pezoporus occidentalis) est une petite espèce d'oiseaux de la famille des Psittacidae.

## Taxonomie
Initialement placée dans le genre Geopsittacus, elle est actuellement classée dans le genre Pezoporus. L'espèce ne serait pas très éloignée de la célèbre Perruche ondulée (Christidis et al., 1991).

## Caractéristiques
C'est une assez petite perruche (23 cm) au plumage vert terne moucheté de noir, de jaune et de brun, aux ailes et à la queue courtes.

## Biologie
Elle ne vole pratiquement jamais (sauf pour rechercher des points d'eau), et reste à terre, dans le bush et les savanes herbeuses de graminées (Spinifex, Triodia) de l'Australie.
Son nid est une plate-forme d'herbe et de brindilles aménagée à l'intérieur d'une touffe d'herbe, à laquelle l'oiseau accède par un tunnel. Des données anciennes font état de couvées de quatre œufs.

## Conservation
Son statut est très mal connu de par l'extrême discrétion de l'espèce, sa rencontre par des ornithologues étant très accidentelle. L'UICN la considère comme "en danger critique d'extinction" en raison de la grande rareté des preuves de sa présence.
Depuis le XXe siècle, les données sont extrêmement rares, et éparses à travers le continent: depuis les années 1970, l'on a signalé un groupe observé en Australie-Méridionale en 1979, un oiseau tué sur une route (et découvert par des ornithologues) en 1990 dans le Nord du Queensland, deux oiseaux vivants vus en avril 2005 près de Minga Well (Australie-Occidentale), un spécimen mort contre des barbelés en 2006 au Parc national Diamantina (Queensland).
Ces rares données ne permettent pas de se faire une image fidèle des effectifs de l'oiseau, ni de son état de conservation.